# U-17-Fußball-Ozeanienmeisterschaft 2007
Die zwölfte U-17-Fußball-Ozeanienmeisterschaft wurde 2007 in Papeete, Tahiti, ausgetragen. Das Turnier begann am 21. März und endete am 24. März 2007. Sieger wurde Neuseeland und qualifizierte sich dadurch für die U-17-Fußball-Weltmeisterschaft 2007.

## Modus
Die vier Mannschaften spielten in einer Gruppe eine Einfachrunde.

## Tabelle
| Pl. | Verein        | Sp. | S | U | N | Tore    | Diff. | Punkte |
| --- | ------------- | --- | - | - | - | ------- | ----- | ------ |
| 1.  | Neuseeland    | 3   | 3 | 0 | 0 | 009:200 | +7    | 09     |
| 2.  | Tahiti        | 3   | 0 | 2 | 1 | 001:200 | −1    | 02     |
| 3.  | Fidschi       | 3   | 0 | 2 | 1 | 002:400 | −2    | 02     |
| 4.  | Neukaledonien | 3   | 0 | 2 | 1 | 001:500 | −4    | 02     |